# ریناتو براچی
ریناتو براچی (انگلیسی: Renato Bracci؛ ۸ سپتامبر ۱۹۰۴ – ۲ مارس ۱۹۷۵) قایقران روئینگ اهل ایتالیا بود.
وی در مسابقات کشوری و بین‌المللی در مجموع برندهٔ ۳ مدال نقره شده‌است.